# Na Extremidade
Na Extremidade é o título do décimo sétimo álbum de carreira da cantora evangélica Marina de Oliveira, lançado em 2010.
No mês de fevereiro de 2010, fatalmente perdeu o irmão Benoni e o esposo Sérgio Menezes em um acidente de ultraleve no bairro de Jaracepaguá (RJ), uma fatalidade amplamente comentada dentro e fora do meio evangélico em território nacional. Passado algum tempo, Marina então se lembrou do CD com o repertório que havia guardado em seu carro, ouviu novamente e teve a confirmação de que aquelas músicas estavam realmente guardadas para ela e para aquele momento que estava vivendo, o que gerou em tempo recorde o álbum Na Extremidade.
O álbum foi premiado como "Melhor álbum de música cristã em língua portuguesa" no Grammy Latino 2010.
O álbum foi o último de Marina de Oliveira.

## Faixas
1. Na Extremidade (Anderson Freire)
2. Migalhas (Anderson Freire)
3. Chama Por Você (Júnior Maciel e Josias Teixeira)
4. Governa-me (Anderson Freire)
5. Amor Incorruptível (Anderson Freire)
6. Força do Senhor (Rodrigo Claro)
7. Terceiro Dia (Anderson Freire)
8. Nas Madrugadas (Adelso Freire)
9. Renunciar (Júnior Maciel e Josias Teixeira)
10. Boas Novas (Anderson Freire)
11. Ofício Adorador (Anderson Freire)
12. Ferida Aberta (Anderson Freire)

## Ficha Técnica
- Produção executiva: MK Music
- Produção musical, Teclados, Pianos, Loops e Programações: Rogério Vieira
- Guitarras e violões: Sérgio Knust
- Baixo: Marcos Natto
- Bateria: Leonardo Reis
- Back-Vocal: Josy Bonfim, Joelma Bonfim, Cleyde Jane, Janeh Mahagalhães, Fael Magalhães, Jill Viegas e Jairo Bonfim
- Personal voice coach: Paloma Ribeiro
- Gravado e mixado por: Edinho Cruz no MK Studios
- Masterizado por: Ricardo Garcia no Magic Master
- Fotos: Ronaldo Rufino
- Criação de capa: Marina de Oliveira
- Finalização: MK Music